# Escudo de la provincia de Córdoba (Argentina)

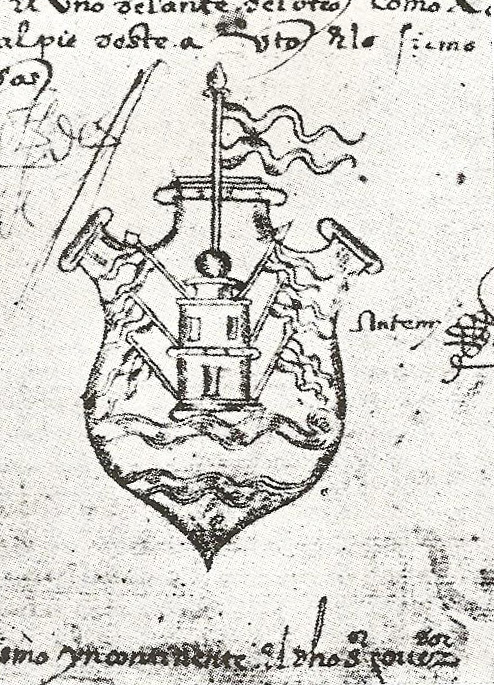
Escudo original, creado aparentemente por el escribano Francisco de Torres -Año 1573-.

El escudo de la provincia de Córdoba deriva del creado durante la fundación de la ciudad de Córdoba por Jerónimo Luis de Cabrera en 1573. El escudo habría sido obra del escribano Francisco de Torres, miembro de la expedición que acompañaba a Cabrera.
Tras la Revolución de Mayo de 1810 el escudo tuvo algunas modificaciones leves, principalmente en las banderas: se pasó de las banderas virreinales hispanas a las banderas federales y luego, por consenso, a las banderas argentinas. La silueta del escudo también tuvo algunas momentáneas variaciones ya que a fines del siglo XIX e inicios del siglo XX oficialmente circularon documentos e ilustraciones en los que el escudo aparecía, como el Escudo Nacional de Argentina, con una silueta elíptica. Por decreto de fecha 24 de julio de 1925, el gobernador provincial Dr. Ramón J. Cárcano restableció para la provincia las formas casi originales del escudo (silueta acorazonada o en coselete)  aunque con el torreón ya no rematado en una esfera sino como venía siendo consuetudinario: con tres almenas y con el mástil y la bandera argentina superior inscritos dentro del cuerpo del escudo.

## El escudo cordobés desde sus orígenes hasta el presente
En 1573 el escudo para la ciudad de Córdoba de la Nueva Andalucía y el territorio que devendría en la actual provincia argentina de Córdoba eran uno sólo. Esto explica las grandes similitudes entre el escudo provincial y el escudo de la municipalidad de la ciudad de Córdoba. Sin embargo existen ligeras aunque notorias variaciones:
- El escudo de la provincia tiene sus dos tercios superiores formando un campo gules (rojo) mientras que el de la municipalidad de la ciudad de Córdoba en lugar del gules usa el color heráldico oro. Al parecer el escudo original poseía el campo gules, color que simboliza a la vida.
- Sin embargo el escudo municipal de la ciudad de Córdoba suele mantener un rasgo que poseía el diseño original del escudo cordobés: el mástil que se encuentra en la cima de la torre sobresale del cuerpo del escudo, mientras que, en el escudo provincial, el mástil superior se mantiene inscrito dentro del cuerpo del escudo.

Para concluir con la falta de normativa que se había establecido en la representación del escudo, el gobernador cordobés, Dr.  Ramón J. Cárcano, basándose en la investigación histórica que había llevado a cabo el Dr. Luis H. Novillo, por Decreto N° 15.025, del 24 de julio  de 1925, dispuso:

"Artículo 1º. El escudo de armas originario, actual de la provincia se determinará  en esta forma: En un campo de gules aparecerá  un castillo de piedras sillares, con tres torres, cuatro almenas, una puerta y dos ventanas abiertas que permitan ver por ellas el campo del escudo. Sobre los costados laterales del castillo, se colocarán seis banderas argentinas, y una en lo alto de la torre del homenaje, pero siempre dentro del campo del escudo. Al pie del castillo,correrán dos ríos caudales, de color azul, ubicados el uno delante del otro sobre un campo verde.

.
El 27 de junio de 1932, la Legislatura de la Provincia de Córdoba (Argentina) sancionó la Ley N.º 3517 que dispuso en su artículo 1.º: 

el escudo de armas auténtico de la provincia es el adoptado por Decreto del Poder Ejecutivo de fecha 24 de julio de 1925 y el único que podrá ponerse al frente de los edificios y reparticiones públicas, y usarse en los timbres, membretes y sellos oficiales.

.

El diseño definitivo, bastante fiel al original fue aprobado oficialmente en 1932, previo a ese año y tras 1810 existían variaciones eventuales, por ejemplo en lugar de la forma característicamente acorazonada ocasionalmente tenía forma oval e incluso el añadido de una laurea siguiendo la silueta del escudo nacional argentino.

## Simbología
La singular silueta del escudo evoca al coselete o armadura torácica que usaron los conquistadores españoles, luego, dadas ciertas semejanzas, también evoca a un corazón, indicando que la provincia de Córdoba está en el "corazón" (centro) geográfico del sector continental americano de la República Argentina.
En el centro del escudo se ubica una torre en color heráldico argén o plata (es decir, blanco) con tres almenas, significando esto obviamente la fortaleza (en las más diversas connotaciones positivas de la palabra fortaleza). La torre posee siete mástiles con sendas banderas argentinas (hasta 1812 las banderas eran las españolas coloniales).
El tercio inferior del escudo es un campo sinople (verde) que significa al territorio fértil. Tal campo está atravesado por dos franjas azul celestes (en lugar de azur) —la superior de tales franjas tiene una bifurcación (que no figura en la imagen usada en esta página)— las cuales representan al río Primero y al río Segundo respectivamente, ya que fueron los dos primeros ríos importantes de la provincia de Córdoba descubiertos por los españoles en 1573.
Otra singularidad de este emblema es que se trata del más antiguo escudo jurisdiccional hoy vigente en Argentina.